# Marea (Siria)
Marea o Maré (en árabe: مارع) es una localidad de Siria. Se sitúa al norte del país, a 25 kilómetros de la ciudad de Alepo. Es capital de la nahiya homónima, en el distrito de Azaz (Gobernación de Alepo). La localidad tenía 16.904 habitantes en el censo de 2004.
Marea ha sido afectada por el desarrollo de la Guerra Civil Siria que comenzó en 2011. En agosto de 2012 fue ocupada por el Ejército Libre Sirio, convirtiéndola en un importante centro de operaciones. En enero de 2016 pasó a ser controlada por el Frente Islámico e informaciones de agosto de ese año apuntaban a su control por parte de las fuerzas kurdas de las Unidades de Protección Popular (YPG).